# Hodgson Report
Als Hodgson Report bzw. Hodgson-Bericht wird eine von Richard Hodgson durchgeführte Untersuchung der angeblich paranormalen Phänomene rund um Helena Petrovna Blavatsky und die Theosophische Gesellschaft (TG) bezeichnet. Die in den Jahren 1884/85 von der Society for Psychical Research (SPR) initiierte Untersuchung zur Abklärung der Coulomb-Affäre überführte Blavatsky der Fälschung von Briefen geheimer „Meister“ („Mahatmas“), worauf sie Indien für immer verließ. Im Verlauf dieser Auseinandersetzungen spaltete sich die Theosophie in mehrere konkurrierende Gemeinschaften auf.
1986 veröffentlichte Vernon Harrison in der Zeitschrift der SPR eine Kritik an den Untersuchungsmethoden des Hodgson-Reports, der nicht beweise, dass die „Meister“-Briefe gefälscht wurden. Die SPR verkündete in diesem Zusammenhang in einer Pressemeldung, dass Blavatsky zu Unrecht verurteilt worden sei.

## Vorgeschichte

### Die Theosophische Gesellschaft
1875 wurde in New York von Helena Petrovna Blavatsky, Henry Steel Olcott u. a. die Theosophische Gesellschaft (TG) gegründet. Diese verlegte 1879 ihr Hauptquartier nach Mumbai in Indien und 1882 ein weiteres Mal nach Adyar bei Chennai. Während dieser Zeit, besonders ab 1880 in Indien und Sri Lanka, expandierte die TG stark. Zahlreiche Logen wurden gegründet und innerhalb weniger Jahre stellte die Organisation eine ernste Konkurrenz für die Mission mehrerer christlicher Konfessionen in diesen Ländern dar, da die TG vor allem die ethischen und religiösen Werte des Buddhismus und Hinduismus propagierte. Neben Olcott als Präsident war Blavatsky die Hauptperson innerhalb der TG. Sie machte häufig Schlagzeilen durch paranormale Phänomene, oftmals als regelrechte Wundertaten aufgebauscht, die sie vorgeführt haben soll. Ebenso lieferte Blavatsky, wie auch die TG, Gesprächsstoff durch mehrere Meister der Weisheit, die angeblich Antworten auf anstehende Fragen und Probleme lieferten, obwohl sie nicht anwesend waren, und diesbezügliche Briefe aus dem Nichts erscheinen lassen konnten. Diese Meisterbriefe erschienen meist in einem bestimmten Schrank, der als „shrine“ (= Schrein) bezeichnet wurde, und waren dann auch ein Hauptgegenstand sowohl der Coulomb-Affäre als auch des Hodgson Reports.

### Die Coulomb-Affäre
Seit 1880 waren Emma und Alexis Coulomb Angestellte der Theosophischen Gesellschaft (TG), nach einigen Differenzen wurden sie jedoch am 14. (17.?) Mai 1884 fristlos entlassen. Bei einer am 18. Mai stattfindenden Inspektion entdeckten die dabei anwesenden Theosophen eine Reihe von geheimen Einbauten in Blavatskys Privaträumen und beim „shrine“. Es war offensichtlich, dass die Vorrichtungen ganz neu waren, die Bedienung der Einbauten war nur mit Schwierigkeiten und erheblicher Kraftanstrengung möglich, dabei entstand beträchtlicher Lärm. Dieser Sachverhalt wurde später von Richard Hodgson bei seiner Untersuchung bestätigt und in seinem Bericht erwähnt. Nach ihrer Entlassung fanden die Coulombs Aufnahme in der Mission der Free Church of Scotland in Chennai. Die Coulombs übergaben daraufhin dem Kaplan dieser Kirche eine Reihe von Briefen, welche angeblich Helena Petrovna Blavatsky an Emma Coulomb geschrieben haben soll. Diese stellten Blavatsky als Betrügerin und Fälscherin der Meisterbriefe dar und die geheimen Einbauten als Hilfsmittel, um paranormale Phänomene vorzutäuschen. Der Kaplan George Patterson veröffentlichte Auszüge aus diesen Briefen in der September- und Oktoberausgabe 1884 der in Chennai erscheinenden Monatszeitschrift Madras Christian College Magazine, dem Sprachrohr der Reformierten Kirche in Südindien. Diese Nachrichten verbreiteten sich in Windeseile in Indien und in der Folge in der ganzen Welt, der Ruf der TG wurde dadurch schwer und nachhaltig in Mitleidenschaft gezogen. Näheres dazu findet sich unter Coulomb-Affäre.

## Der Hodgson Report

### Die Society for Psychical Research
Während dieser Zeit befand sich Blavatsky zusammen mit Olcott und anderen Theosophen auf einer großen Europareise. Schon seit mehreren Jahren waren in der Presse regelmäßig Berichte über außerordentliche paranormale Phänomene veröffentlicht worden. In England stellte Olcott Kontakt zur Society for Psychical Research (SPR) her, diese 1882 gegründete Organisation, beschäftigte sich mit der wissenschaftlichen Erforschung parapsychologischer Ereignisse. Die SPR bildete daraufhin aus ihren Mitgliedern ein Komitee, dieses bestand neben Hodgson aus Edmund Gurney, Frederic W. H. Myers, Frank Podmore, Eleanor Mildred Sidgwick, Henry Sidgwick und John Herbert Stack. Das Komitee führte von Mai bis Dezember 1884 eine Reihe von Gesprächen mit Blavatsky, Olcott und anderen indischen sowie britischen Theosophen. Die Unterredungen erhöhten jedenfalls das Interesse seitens der SPR, als im September 1884 die Coulomb-Affäre auch in England bekannt wurde und der Verdacht aufkam, Blavatsky sei eine Betrügerin.
In Folge wurde Richard Hodgson bestimmt, als Mitglied und Vertreter der SPR nach Indien zu fahren, um die Untersuchung dort vor Ort durchzuführen. Derweil veröffentlichte das SPR-Komitee im Dezember 1884 ein internes Papier, den 130 Seiten starken First Report of the Committee of the SPR (= Erster Bericht des SPR-Komitees), über die Ergebnisse der Gespräche, die Zweifel bezüglich der Coulomb-Affäre und die Gründe, welche die Untersuchung rechtfertigten. Hodgson traf am 18. Dezember 1884 in Indien ein, blieb rund 3 Monate dort und kehrte im April 1885 wieder nach England zurück. Der von ihm verfasste, knapp 200 Seiten starke Report of the Committee Appointed to Investigate Phenomena Connected with the Theosophical Society (= Bericht des Untersuchungsausschusses der Phänomene im Zusammenhang mit der Theosophischen Gesellschaft) wurde daraufhin vom Komitee geprüft, einstimmig für recht und richtig erklärt und mit einer Schlussfolgerung versehen. Auf der Generalversammlung der SPR, am 24. Juni 1885, vorgelesen, fand das Ganze Zustimmung und wurde im Dezember 1885 in den Proceedings (= Sitzungsprotokollen) der SPR veröffentlicht. Für den Bericht bürgerte sich später die Bezeichnung „Hodgson Report“ ein.

### Die Untersuchung
Die Untersuchung Hodgsons widmete sich hauptsächlich zwei Themen: 

1) Den angeblich von Blavatsky hervorgebrachten Phänomenen. In diesem Zusammenhang untersuchte Hodgson alle Gegenstände und Einrichtungen, die geheime Vorrichtungen und Einbauten aufwiesen. Zur Illustration fertigte er mehrere Zeichnungen bzw. Pläne der Räumlichkeiten mit den Standorten der untersuchten Möbel an. 

2) Den Blavatsky-Coulomb-Briefen sowie damit in Zusammenhang den Meisterbriefen. Hier unterzog Hodgson die Briefe einem Schriftvergleich mit nachweislich von Blavatsky verfassten Schreiben. Einige dieser belastenden Briefe ließ er von anderen Personen prüfen, deren Aussagen stimmten schließlich mit seinen überein. Diesem Teil der Untersuchung waren zwei Faksimiles von Handschriften beigefügt.
Die Aussagen Hodgsons wurden durch Emma und Alexis Coulomb als Hauptzeugen gestützt sowie durch den russischen Ex-Theosophen Vsevolod Sergeevich Solovyoff, von welchem Hodgson die Behauptung übernahm, Blavatsky wäre eine russische Spionin. Als Ergebnis seiner Untersuchung sah Hodgson als erwiesen an, dass Blavatsky die Meisterbriefe, mit verstellter Handschrift, sowie die Briefe an die Coulombs geschrieben habe. Den Zweck der geheimen Vorrichtungen und Einbauten sah Hodgson darin, paranormale Phänomene vorzutäuschen, wie bestimmte Geräusche hervorzubringen oder die Meisterbriefe aus dem Nichts erscheinen zu lassen. Zusammenfassend sah er Blavatsky in erheblicher Weise in Täuschungen und Fälschungen mit betrügerischer Absicht verstrickt.

### Prüfung durch das SPR-Komitee
Das SPR-Komitee kam nach Prüfung von Hodgsons Untersuchung zur Schlussfolgerung:
1) Die Blavatsky-Coulomb-Briefe seien unzweifelhaft von Blavatsky geschrieben. Damit sei erwiesen, dass sie und andere Personen mit Hilfe gewöhnlicher Mittel scheinbare Wunder produzierten, um die Theosophische Bewegung zu unterstützen.
2) Dass speziell der „shrine“, von dem behauptet wurde, die Meister der Weisheit würden dort ihre Briefe (die Meisterbriefe) erscheinen lassen, eine eigens an der Rückseite angebrachte Vorrichtung aufweise, um die Briefe heimlich einlegen zu können. Diese Vorrichtung sei regelmäßig von Blavatsky und ihren Helfern zu diesem Zweck benutzt worden.
3) Daraus ergebe sich mit hoher Wahrscheinlichkeit die Vermutung, dass sämtliche Erzählungen im Zusammenhang mit Wundern, welche die Existenz der Meister der Weisheit beweisen sollen, entweder
a) eine bewusste Täuschung von Blavatsky seien bzw. von ihr angestiftet worden wären oder
b) eine ungezwungene Illusion oder Halluzination oder unbewusste Verdrehung oder eine Erfindung der Zeugen sei.
4) Nach Begutachtung der von Richard Hodgson durchgeführten Erhebungen sei das SPR-Komitee der Meinung, dass die Beweise für Wunder keinesfalls hinreichend seien, sowohl in Ausmaß als auch Charakter derselben als auch in Hinblick auf die oben erwähnten Vermutungen. Man denke demgemäß, dass es Zeitverschwendung wäre, die Untersuchung auszudehnen.
Mit Bezug auf Frau Blavatsky selbst kam das Komitee zum Schluss:
Aus unserer Sicht halten wir sie weder für das Sprachrohr unsichtbarer Propheten noch für eine gewöhnliche Abenteurerin; wir meinen, dass sie ein Anrecht auf dauernde Erinnerung als eine der vollendetsten, genialsten und interessantesten Schwindlerinnen der Geschichte hat.
Dieser Satz vor allem, die Schlussfolgerung der ganzen Untersuchung, formte bis heute die öffentliche Meinung und fand Eingang in Geschichts- und Nachschlagewerke.
Der Hodgson Report galt vielfach als Musterbeispiel für eine wissenschaftliche Arbeit, er wurde mit den Attributen Meisterwerk, ehrlich, gewissenhaft, unparteiisch usw. ausgezeichnet.

## Auswirkungen
Am 21. März 1885 trat Blavatsky von ihrer Position als Corresponding Secretary der TG zurück. Wenige Tage später (zwischen 26. März und 7. April 1885, es gibt unterschiedliche Angaben über den Abreisetermin) verließ sie Indien für immer und zog nach London, wo sie am 1. Mai 1887 eintraf und dort bis zu ihrem Tod am 8. Mai 1891 blieb. In London war sie Mitbegründerin der am 19. Mai 1887 gegründeten Blavatsky Lodge, die unter ihrer Mitwirkung zu einer erfolgreichen Organisation wurde, und gründete dort am 15. September 1887 die Zeitschrift Lucifer.
Für die TG selbst waren die Auswirkungen der Coulomb-Affäre sowie des Hodgson Reports verheerend. Es kam zu Massenaustritten, zahlreiche Logen wurden deshalb aufgegeben oder mussten geschlossen werden, darunter auch die deutsche Loge Germania. Nicht abschätzbar ist die Behinderung der Expansion in den folgenden Jahrzehnten.

## Kritik

### Erfolglose Prüfungen
Vorweg ist zu erwähnen, dass vor der Veröffentlichung des Hodgson Reports weder Blavatsky noch der TG Gelegenheit zur Einsicht oder gar Stellungnahme gegeben wurde. Das Erscheinen des Reports rief, vor allem wegen Blavatskys Bekanntheit, großes Aufsehen hervor. Von Anfang an kam es zu teils heftigem Widerspruch, sowohl von theosophischer als auch unabhängiger Seite. Mehrere Prüfungen der Meisterbriefe als auch der Beweisführung Hodgsons führten zu anderen Ergebnissen bzw. deckten schwerwiegende Unstimmigkeiten im Report auf. So sah sich Hodgson 1893 gezwungen, eine Rechtfertigung in den Proceedings der SPR zu veröffentlichen. In mehr oder weniger regelmäßigen Abständen erschienen Aufsätze oder Bücher, die sich mit der Thematik befassten und immer neue Ungereimtheiten zu Tage förderten.
Hervorzuheben sind die Arbeiten von Walter Adley Carrithers jr. (1924–1994), er publizierte auch unter dem Pseudonym Adlai E. Waterman, in den 1950er und 1960er Jahren. Der Schwerpunkt von Carrithers Untersuchung lag auf dem ersten Teil des Hodgson-Reports über die geheimen Vorrichtungen und Einbauten. In einer akribischen Textkritik des Reports und der damit zusammenhängenden Ereignisse, zeigte er mehr als 100 Widersprüche, Auslassungen, Verdrehungen und Falschaussagen auf. Er behauptete daraufhin, es sei unmöglich, dass Blavatsky oder Helfershelfer die kritisierten geheimen Vorrichtungen zur Täuschung verwendet haben könnten. Dies wurde kaum wahrgenommen.

### Erneute Betrachtungen
Am 19. Juli 1968 erschien im Time-Magazine der Artikel Cult of the Occult. Darin stand unter anderem, die SPR habe Blavatsky beschuldigt, eine Betrügerin, Fälscherin und Spionin zu sein. Daraufhin richtete die SPR ein mit 25. Juli 1968 datiertes Schreiben an den Herausgeber des Time-Magazine, worin sie um Berichtigung ersuchte und für alle Veröffentlichungen ihrer Gesellschaft die jeweiligen Autoren als verantwortlich bezeichnete. Der Widerruf wurde vom Time-Magazine verweigert und da die SPR keine weiteren Schritte unternahm, blieb dies folgenlos.
In den Jahrzehnten vor und nach diesem Geschehen kam es bei der SPR allmählich zu einer differenzierten Betrachtung hinsichtlich des Hodgson Reports. Die Kritik gegen Hodgson sowie die zunehmende zeitliche Distanz ermöglichten eine erneute Betrachtung der ganzen Angelegenheit. Dennoch zögerte man seitens der offiziellen SPR mit einem Widerruf des Hodgson-Reports.

### Vernon Harrisons Kritik
Anfang der 1980er begann Vernon Harrison von sich aus eine Prüfung des Hodgson Reports, später sicherte John Beloff, als Herausgeber des SPR-Journals, seine Unterstützung bei der Publikation dieser Prüfung zu. Harrison veröffentlichte 1986 seine erste Untersuchung unter der Überschrift „J'Accuse“ (= Ich klage an) 1997 erschien der zweite Teil seiner Arbeit bei der Theosophical University Press unter dem Titel „J'Accuse d'autant plus“ (= Ich klage umso mehr an), beides zusammen erschien 1998 auch in deutscher Übersetzung.
Harrison konzentrierte sich bei seinen Untersuchungen auf den zweiten Teil des Reports, also die Blavatsky-Coulomb-Briefe und die Meisterbriefe. Er kam zum Schluss, dass dieser Teil tendenziöse Behauptungen und Mutmaßungen aufweise, Beweismittel ausgelassen und verdrehend interpretiert worden seien und Thesen aufgrund von fehlerhaften Argumenten aufgestellt worden seien.